# Нівхська мова
Нівхська мова (заст. гіляцька мова) — мова нівхів. Традиційно нівхську мову відносять до палеоазійських мов. Говорить нею 198 осіб (2010, перепис).

## Класифікація та загальна характеристика
Зв'язки її з іншими мовами остаточно не встановлено. Ряд дослідників припускає, що типологічно й матеріально мова близька до алтайських мов⁣, але єдиної думки щодо цього поки що немає. Нівхська є мовою аглютинативно-синтетичного типу. Іменник має категорії відмінка, числа й присвійності. Прикметника як окремої частини мови немає.

## Розповсюдження
За минуле століття число нівхів було досить стабільним — в 1897 році їх було 4,5 тис. осіб, а в 2002 році  — 5,2 тис. осіб. Попри це, відсоток носіїв мови, внаслідок русифікації, серед них впав зі 100 % до 23,3 % за той же період. Великий вплив на мовну ситуацію зробило насильницьке переселення нівхів з маленьких прибережних сіл в більші багатонаціональні поселення на початку 1950-х років. За даними перепису 2002 року, володіння нівхского мовою відзначили 688 осіб, але ці дані відображають лише символічні аспекти функціонування мови (наприклад, «впізнавання» найбільш частотних слів і виразів або наявність в домашній бібліотеці книг нівхською мовою). Нині кількість носіїв мови, що зберегли навички усного та писемного мовлення, — менше сотні осіб на Нижньому Амурі та Сахаліні. Всі носії нівхської мови — білінгви, бо вони вільно володіють і російською мовою. Переважна більшість носіїв  — люди 1920-1940-х рр. народження.
Нівхська мова викладається до 3-го класу в кількох школах Сахалінської області і Хабаровського краю. Видаються букварі, підручники та художні твори.
На Сахаліні виходить щомісячна газета «Нивхи диф».

## Діалекти
У нівхській мові розрізняють три основні діалекти:
- східносахалінський,
- північносахалінський
- амурський.

## Писемність
Писемність створена в 1931 році на основі латинської графіки, а в 1953 році переведена на кирилицю.
| А а   | Б б   | В в | Г г | Ӷ ӷ | Ғ ғ   | Ӻ ӻ   | Д д   |
| Е е   | Ё ё   | Ж ж | З з | И и | Й й   | К к   | К’ к’ |
| Ӄ ӄ   | Ӄ’ ӄ’ | Л л | М м | Н н | Ӈ ӈ   | О о   | П п   |
| П’ п’ | Р р   | Р̌ р̌ | С с | Т т | Т’ т’ | У у   | Ў ў   |
| Ф ф   | Х х   | Ӽ ӽ | Ӿ ӿ | Ц ц | Ч ч   | Ч’ ч’ | Ш ш   |
| Щ щ   | ъ     | Ы ы | ь   | Э э | Ю ю   | Я я   |       |